# Die Andere Zeitung (Magdeburg)
Die Andere Zeitung. DAZ war eine oppositionelle Wochenzeitung in Magdeburg 1990.

## Geschichte
Am 17. Januar 1990 erschien die erste Ausgabe der Anderen Zeitung in Magdeburg. Herausgeber waren Anhänger des Neuen Forums.
Die Andere Zeitung war die erste oppositionelle Zeitung in der DDR, die mit einer staatlichen Lizenz erscheinen konnte. Sie berichtete über die Themen, die im Bezirk Magdeburg in dieser Zeit von besonderer Brisanz waren: über den bevorstehenden Umbau der Region und besonders der Industrie, über die Enthüllungen zur Staatssicherheit und der Partei, über Sitzungen des Stadtrates und mehr.
Am 2. Mai 1990 erschien die 16. und letzte Ausgabe.